# 范念祖
范念祖（？年—？年），湖北当阳人，清朝政治人物。
范念祖曾于1666年接替安承启任上海县知县一职，1668年由朱光辉接任。